# El Reino Unido en Europa
El Reino Unido en Europa es un libro escrito por Vicente Blanco Gaspar publicado en el año 2000 sobre derecho internacional público y relaciones internacionales en Europa.

## Historia
Vicente Blanco Gaspar analiza en El Reino Unido en Europa las diferencias políticas de Reino Unido con respecto a otros Estados miembros de la Unión Europea. Las conexiones globales de las islas británicas a escala comercial demuestran la mirada hacia el exterior que Gran Bretaña siempre ha tenido, pero también la mirada ambigua en sus inclinaciones hacia los Estados Unidos de Europa. 
La unión política en la Unión Europea es algo más que una unión monetaria y económica, la unión política europea cambia a lo largo de los años con la adopción de nuevas regulaciones comunes para todos los estados participantes. Gran Bretaña, una de las economías más grande del mundo, se cuestiona su independencia política, su soberanía frente a la Comunidad Europea. El posicionamiento británico, entre Europa y Estados Unidos ofrece contextos de políticas económicas conflictivas, la desregularización de mercados de trabajo con respecto a Europa y la dinamización de la economía, se cuestionan desde el Reino Unido y son analizadas en este libro.

## Datos de la obra
En el prólogo redactado por Michael Portillo para el libro El Reino Unido en Europa podemos leer: "Como dice Vicente Blanco Gaspar, el debate se ha enconado en el Reino Unido. La nación se ha dividido. El Foreign Office puede que haga tiempo que se ha posicionado por ingresar en la unión política, pero el establishment británico está dividido. Los empresarios, economistas y medios, así como los políticos ofrecen puntos de vista totalmente diferentes".
El autor, Vicente Blanco Gaspar, inicia el análisis de la situación de Gran Bretaña en 1990 cuando Margaret Thatcher regresó de la cumbre de Roma y expuso en la Cámara de los Comunes del Reino Unido su negativa a las propuestas para una integración mayor en la Unión Europea, lo que supuso la finalización de su mandato como primera ministra del Reino Unido. El debate sobre la construcción de un edificio común renunciando a parte de la soberanía de cada país participante es el punto de partida de este libro, para abordar el derecho internacional en la política del Reino Unido y sus relaciones con la Comunidad Europea.